# 야마다 나가마사

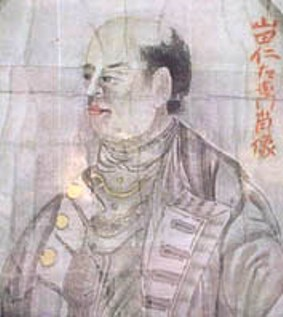
야마다 나가마사

야마다 나가마사(일본어: 山田 長政 やまだ ながまさ[*], 생년 미상 ~ 1630년)는 일본 아즈치모모야마 시대에서 에도 시대 초기의 일본인 모험가로, 주로 시암 왕국에서의 활약상으로 많이 알려진 인물이다. 통칭 니자에몬(仁左衛門)

## 약력
출생은 일본 에도 군부 시대의 스루가 국(駿河国)의 '富厚里'라고 알려져 있는데, 같은 스루가 영지 내의 바바 정(馬場町), 또는 이세 국(伊勢国)이나 오와리 국(尾張国)이라는 설도 있다. 누마쓰 번(沼津藩)의 군인 번주 ・ 오쿠보 다다스케(大久保忠佐)에게 출사하여 그의 로쿠샤쿠(六尺, 가마꾼) 일을 담담하였는데, 1612년에 주인선(朱印船)을 타고 항해를 하여 나가사키(長崎)에서 타이완(台湾, 대만) 섬을 거쳐 동남아시아의 시암까지 대모험을 했다.
후에 쓰다 마타자에몬(津田又左右衛門)을 선봉장으로 하는 일본인 용병대에 가담하여 천재적인 전쟁 능력을 발휘하여 군사적인 두각을 과시하고 아유타야 교외를 점령한 일본인 영지의 용병 군인 대장이 되었다. 
그뒤 아유타야 왕국으로부터 고위 관직에 임명되어 그 왕녀와 결혼하였다는 전설도 생겨났는데, 시암 기록에 그에 해당하는 인물이 보이지를 않아 왕녀와 결혼하였다는 그 부분만큼은 역사적 실상은 명확하지 않은 부분이 있다.

## 생애
동남아시아의 아유타야(현재의 태국) 왕국까지 모험하여 정착한 일본인 용병대장인 그는 스페인(에스파냐) 왕국 함대의 두 번에 걸친 아유타야 침범을 모두 이기고 무너뜨려 물리친 공적으로 아유타야 왕국의 국왕 손탐의 신임을 얻고 시암의 왕녀와 결혼하여 제3위인 백작(오크냐, oknha 또는 프라냐, phraya) ・ 세나피무크(ออกญาเสนาภิมุข)라는 관위 ・ 흠차명(欽賜名)을 받았으며 짜오프라야강으로 들어오는 배로부터 세금을 거둘 권리를 얻었다.
손탐 왕이 세상을 떠나고 나가마사는 손탐 왕의 유언대로 시월라원)과 함께 왕자(대군)인 체터를 왕으로 즉위하게 하였다. 그러나 체터 왕은 자신을 내세워 실권을 휘두르던 시월라원에게 불만을 품고 그를 배제하려다 실패했고, 도리어 그 자신이 시월라원에게 처형당하고 말았다.
그뒤 테타티라트의 동생 아팃타야원 왕이 어린 나이로 즉위하였고, 시암의 관리들은 그 무렵 쨔오파라야 카라홈스리야원으로 승진해 있던 시월라원에게 왕위에 올라 줄 것을 간원하였다. 나가마사는 이에 나서서 강력하게 반대하였으며, 이로 인해 시암의 궁정에서 반감을 사게 되었다. 이 무렵 당시는 아유타야 무역을 독점하고 있던 일본인 세력과 대립 관계에 있던 화교(華僑) 세력의 압력이 시암의 궁정에까지 미쳐서 나가마사는 리고르(Ligor) 혹은 나콘시탐마랏 왕국(Nakhon Si Thammarat kingdom, 한자명 六昆)의 방위를 이유로 리골 지사로 봉해져 시월라원에 의해 좌천되었다.
나가마사는 1630년 파타니 군과의 전쟁 중에 다리에 부상을 입었고, 상처에 고약을 바르고 사망하였다. 나가마사의 상처에 바른 고약에는 누군가에 의해 맹독이 들어가 있었는데, 카라홈(시월라원)의 밀명에 의한 것이라는 네덜란드측 사료의 기록이 있다(시월라원이 공훈을 세운 나가마사를 궁전에 초대해 그에게 연회를 바쳤는데 이때 나가마사가 마신 술에 맹독을 미리 넣어 나가마사를 독살했다고도 한다).
그뒤 나콘시탐마랏의 지사는 아들 오인(쿤 ・ 세나핌크)이 이었으나 내부 대립이 있어 같은 일본인 용병군인에 의해 살해당하고 나가마사가 사망한 그 해에 시암의 왕 프라사트 툰 왕 즉 시월라원에 의해 「일본인은 군사 쿠데타를 일으켜 아유타야 왕국을 전복시킬 가능성이 있다」는 이유로 아유타야의 일본인 소유 영지도 소각되고 쫓겨나고 말았다.
결정적인 증거는 없지만 일본 에도 군부(막부) 시대인 1770년에 야마다 나가마사는 처음으로 오스트레일리아 섬에 상륙한 쿡 선장보다도 먼저 오스트레일리아 대륙에 도달한 인물이라는 설이 일본의 『산케이 신문』(産経新聞)에 의해 소개되기도 했다. 하지만 오스트레일리아 대륙에 처음으로 도달한 유럽인은 쿡 선장이 아니라 1606년에 도달한 네덜란드 동인도 회사의 상인 빌렘 얀슨(Willem Janszoon)이다.
일본 정부는 1915년(다이쇼 4년) 11월 10일에 야마다 나가마사에게 정4위(従四位) 관위를 추증하였다. 1938년(쇼와 13년)에는 옛 일본 제국 해군 연습함대가 아유타야 일본인 소유 영지 유적지에 야마다 나가마사를 제신(祭神)으로 하는 야마다 나가마사 신사(山田長政神社)를 세우기도 했다.

## 야마다 나가마사를 소재로 다룬 문학 작품
일본의 문학에서는 나가마사의 타이에서의 이름을 「오야 ・ 세나피모끄」, 한때 그의 정치적 동지였던 시월라원(또는 쨔오파라야 까라홈스리야원)을 「오야 ・ 카라홈」이라고 하여 친근한 존재로 대하고 있다. 문학상으로는 나가마사가 남부에서 왕이 되었다고 하는 것과, 지사로 임명되었다는 것이 있다.

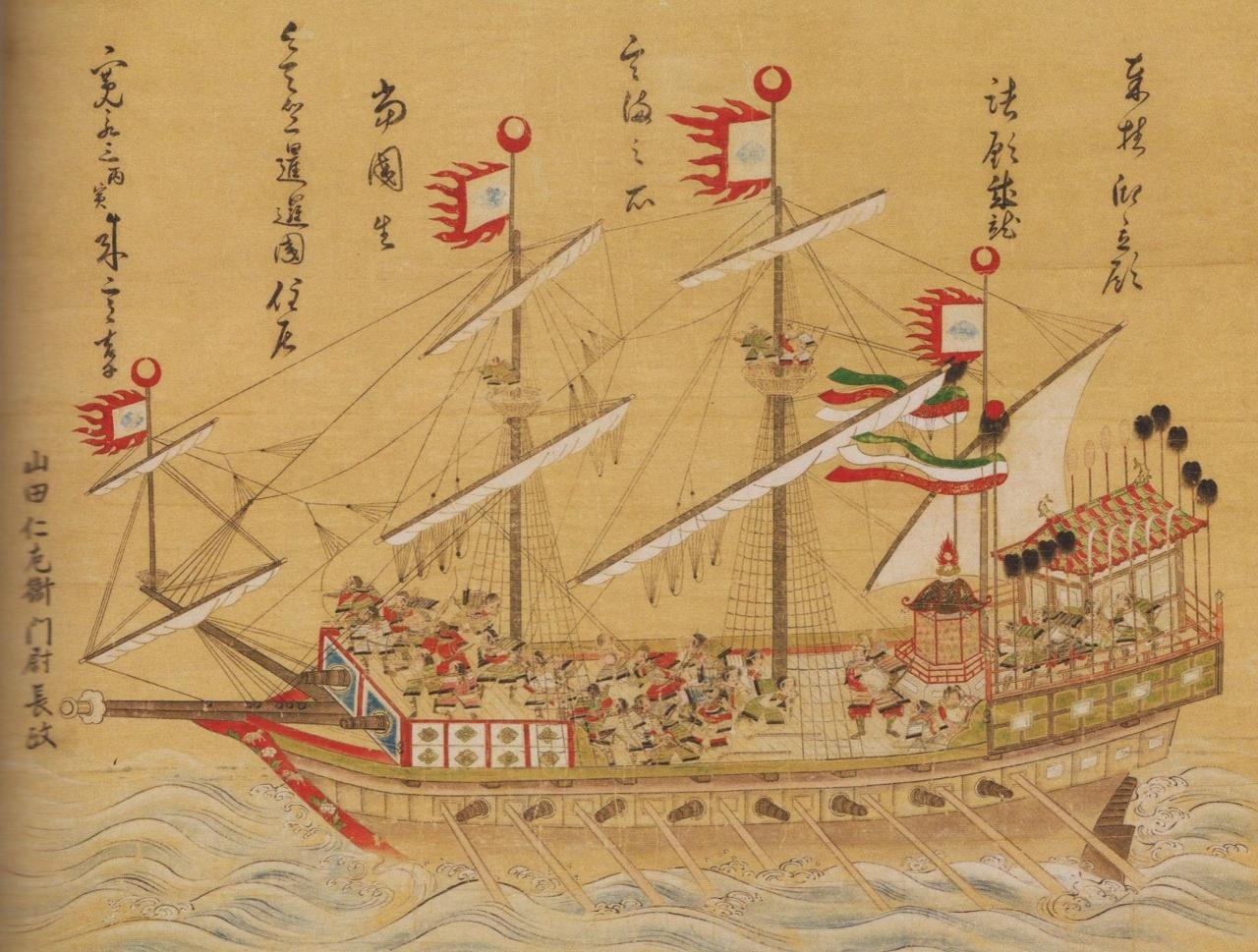
『전함도 에마』(戦艦図絵馬) 야마다 나가마사가 탄 배를 그린 것으로 그림의 원전은 소실되고 모사본만 전해지고 있다. 갤리온선으로 그려져 있다.

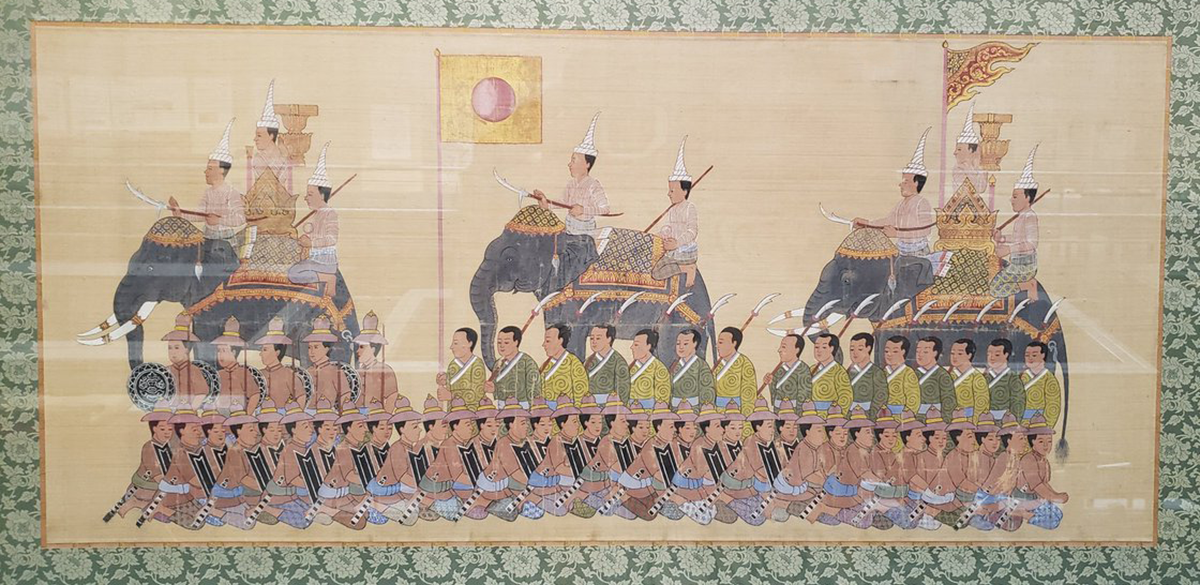
『일본인의용군행진도』(日本人義勇軍行進図) 태국의 와트 욤 사원에 그려져 있는 그림을 모사한 것이다.

### 소설
- 「왕국으로의 길 - 야마다 나가마사」(王国への道 - 山田長政) 엔도 슈사쿠(遠藤周作)／新潮文庫　ISBN 4101123195
- 「史実 山田長政」江崎惇／新人物往来社 ISBN 4404013221
- 「山田長政の密書」中津文彦／人物文庫（学陽書房）　ISBN 4313751114
- 「山田長政の秘宝　シャム日本人町の超人」和久峻三／角川文庫　ISBN 4041421764
- 「山田長政・他3篇」야마오카 소하치(山岡荘八)／講談社・山岡荘八歴史文庫　 ISBN 4061950592
- 「風雲児」시라이시 이치로(白石一郎)／文春文庫　ISBN 4167370182（上巻）・ISBN 4167370190（下巻）
- 「暹羅国武士盛衰記　 真説ヤマダナガマサ」岩城雄次郎／光和堂　ISBN 4875381107
- 『日本人オイン』오사라기 지로(大仏次郎)、講談社、1932年
- 『日東の冒険王』南洋一郎、1937年
- 『山田長政南進日本の先駆者』池田宣政(南洋一郎)、1941年（伝記）
- 『山田長政』角田喜久雄、大日本雄弁会講談社、1941年
- 『山田長政 落日の日本町』林青梧、光風社出版、1980年
- 『南国の業火 山田長政伝』渡辺了昭、新風舎、1998年

### 기타
- 『야마다 나가마사 - 왕자의 검』(山田長政 王者の剣)[5]・・・일본 ・ 태국 합작 영화(1959년)
- 『Yamada: The Samurai of Ayothaya（ซามูไร อโยธยา）（영어판、태국어판）』[6]・・・태국 영화(2010년, 일본에는 공개되지 않았다）
- 『南十字星 コルネリアお雪異聞 わたしの山田長政』[7]・・・テレビドラマ（1978年）
- 『리골 총독 야마다 나가마사』(リゴール総督・山田長政)[8]・・・가미시바이(紙芝居)
- 『메낭에 붉은 꽃이 흩날리네』(メナムに赤い花が散る)・・・다카라즈카 대극장(宝塚大劇場) 하나구미(花組) 공연(1968년)、제작:다카라즈카 가극단(宝塚歌劇団), 作:植田紳爾
- 『メナム川の日本人』엔도 슈사쿠(희곡)

## 같이 보기
- 파타니 왕국
- 스루가국